# Adolf Concin
Adolf (Adi) Concin (* 2. März 1956 in Bludenz) ist ein österreichischer Politiker (ÖVP) und Rechtsanwalt. Concin war von 1997 bis 2007 Abgeordneter zum Vorarlberger Landtag. Er lebt in Bludenz, ist verheiratet und Vater von zwei Kindern.

## Ausbildung und Beruf
Adolf Concin wurde am 2. März 1956 in der Bezirkshauptstadt Bludenz im österreichischen Bundesland Vorarlberg geboren. Er besuchte die Volksschule in Bludenz-Oberdorf, die Wichner Hauptschule in Bludenz sowie das Musikpädagogische Gymnasium. Am Oberstufenrealgymnasium Feldkirch maturierte Concin im Jahr 1977 und nahm nach Ableisten des Präsenzdiensts das Studium der Rechtswissenschaften an der Universität Innsbruck auf.
Im Jahr 1982 wurde Adolf Concin an der Universität Innsbruck zum Doktor der Rechtswissenschaften (Dr. iur.) promoviert. Noch im gleichen Jahr begann er die Gerichtspraxis am Bezirks- und Landesgericht Feldkirch. Anschließend trat er in die Rechtsanwaltskanzlei Dr. Hirn in Feldkirch ein und legte schließlich 1985 die Rechtsanwaltsprüfung in Innsbruck ab. 1987 gründete er daraufhin in Bludenz gemeinsam mit Anton Tschann eine rechtsanwaltliche Gemeinschaftskanzlei.

## Politischer Werdegang
Erstmals politisch tätig wurde Adolf Concin im Mai 1995, als er für die ÖVP ein Mandat in der Bludenzer Stadtvertretung annahm. Ab 29. April 1996 war er in der Folge auch Mitglied des Stadtrats mit Ressortzuständigkeit für Wirtschaft und das zu diesem Zeitpunkt noch städtische Bludenzer Krankenhaus. Beide kommunalpolitischen Ämter legte er 1997 zurück, als er am 2. April 1997 als Nachrücker für den aus Landesregierung und Landtag ausscheidenden Landeshauptmann Martin Purtscher im Vorarlberger Landtag als Abgeordneter angelobt wurde. Er rückte als Abgeordneter der ÖVP Vorarlberg auf das freigewordene Grundmandat im Wahlbezirk Bludenz nach.
Nach der Landtagswahl in Vorarlberg 1999, bei der Concin als Abgeordneter wiedergewählt wurde, übernahm er das Amt des stellvertretenden Klubobmanns im ÖVP-Landtagsklub. Auch bei der Landtagswahl 2004 wurde Adolf Concin erneut im Wahlkreis Bludenz wiedergewählt und in den Landtag entsandt. Er hatte in der 28. Legislaturperiode des Landtags im ÖVP-Landtagsklub die Funktion des Bereichssprechers für Legistik/Recht, Gesundheit und Energie inne. Mit 30. März 2007 legte er sein Mandat zurück. Dieser Schritt erfolgte nach eigenen Angaben, um sich vermehrt auf seine Rechtsanwaltskanzlei konzentrieren zu können. Noch im März 2007 wurde allerdings bekannt, dass Concin vom Vorarlberger Touristik-Unternehmer Walter Klaus in den Beirat der Klaus Holding GmbH berufen wurde. Die Tatsache, dass die Klaus Holding unter anderem mit dem Land Vorarlberg regen Geschäftskontakt pflegte, führte zu Kritik an Adolf Concins Beteiligung in deren Beirat während seiner aktiven Zeit als Landtagsabgeordneter.